# Ліґенза
Ліґенза (пол. Ligęza) — польське прізвище.

## Персоналії
- Добєслав Ліґенза — краківський кастелян

- Станіслав Фелікс з Бобрку Ліґенза — малоґоський кастелян
  - Пйотр Ліґенза — каштелян чехувський, не мав дітей за версією К. Несецького; за Адамом Каміньским
  - Фелікс — бурґграф Кракова,[1] брат Пйотра, чоловік Зофії Тарновської гербу Леліва, сини Фелікс, Миколай, Зиґмунт Ліґенза
    - Фелікс — каштелян жарновський
      - Анна — дружина перемиського кастеляна Павла Коритка
      - Ян — войський сяноцький

    - Зиґмунт Ліґенза — львівський староста, був похований в Латинській катедрі Львова
    - Миколай Ліґенза — вісьліцький кастелян, жидачівський староста, дружина — Ельжбета з Йорданів, донька Спитка Вавжинця
      - Миколай Спитек з Бобрку Ліґенза — сандомирський кастелян, жидачівський староста
      - Анна
      - Зофія
      - Ян[2]

    - Реґіна з Ліґензів Чурило — мати Чурила Мартина
    - Анна Гербурт-Одновська — дружина Гербурта Миколая з Однова

  - Прецлав Ліґенза — брат Пйотра, Фелікса
    - Станіслав на Заваді Ліґенза

- Фелікс Ліґенза — Львівський латинський арцибіскуп з 1555 р., син Миколая та Зофії з Жухова
- Марина Ліґенза — перша дружина Корецького Самуеля Кароля, невістка Корецького Кароля Самуеля
- Зофія Пуденціянна Ліґенза — перша дружина князя Владислава Домініка Заславського-Острозького, була похована в фундованому нею кляшторі Ряшева